# Спурґле
Спурґле (пол. Spurgle, нім. Sporgeln) — село в Польщі, у гміні Бартошиці Бартошицького повіту Вармінсько-Мазурського воєводства.
Населення — 10 осіб (2011).

## Демографія
Демографічна структура станом на 31 березня 2011 року:
|          | Загалом | Допрацездатний вік | Працездатний вік | Постпрацездатний вік |
| -------- | ------- | ------------------ | ---------------- | -------------------- |
| Чоловіки | 5       | 1                  | 3                | 1                    |
| Жінки    | 5       | 1                  | 1                | 3                    |
| Разом    | 10      | 2                  | 4                | 4                    |